# Казас (посёлок)
Казас — посёлок в Мысковском городском округе Кемеровской области. Расположен на правом берегу Мрассу у устья реки Казас.

## История
Посёлок Казас был национальным шорским посёлком. Большинство его жителей занимались традиционными промыслами — охотой и рыболовством. Также шорцы держали скот и домашнюю птицу. В каждой семье было по 4-6 детей. В посёлке и окрестной тайге практически не было воровства и других актов присвоения чужого имущества.
В 1960-е-1970-е годы в населённом пункте насчитывалось около 50 домов, там была конюшня, функционировали магазин, кузница, клуб и четырёхлетняя школа. Более старшие школьники учились в соседнем посёлке Курья (шор. Кӧлдағы-аал). Многие жители Казаса работали на лесозаготовительных предприятиях. В 10 километрах от посёлка располагался довольно крупный посёлок лесозаготовителей Луна, где находилось общежитие для рабочих, хлебопекарня и клуб.
В 1971 году в районе Казаса разведали крупное месторождение каменного угля, началась его активная добыча, появился разрез «Сибиргинский». В результате разработки месторождения посёлок Курья был полностью снесён. Также стали уничтожаться местные горы и тайга, которые были священными для шорцев, и в которых те издревле охотились. У жителей Казаса под огороды для сотрудников угледобывающей компании были изъяты два крупных сенокосных угодья, где те заготваливали сено для скота.
Позже были открыты 8-й участок разреза «Междуреченский» и 3-й участок разреза «Красногорский». В связи с их деятельностью стала активно загрязняться чистейшая доселе река Казас, в которой водился хариус. Сейчас в этой реке исчезла почти вся рыба. Жители требовали у руководителей добывающих компаний сделать отстойник, однако требования выполнены не были, и река была загрязнена полностью. Из-за массовой вырубки лесов река сильно обмелела. Жители посёлка снабжались водой из скважин глубиной 70 и 100 метров, однако в этой воде было высокое содержание железа.

### Уничтожение посёлка
До 2007 года посёлок входил в состав Чувашинского национального сельсовета с центром в посёлке Чувашка. В 2007 году данный сельсовет был упразднён, населённые пункты, в него входившие, были включены в состав городсокого муниципального образования города Мыски.
В 2012 году угольной компанией «Южная» в непосредственной близости от Казаса был введён в эксплуатацию разрез «Береговой». Была уничтожена священная для шорцев гора Лысая, дух которой считался хранителем посёлка и поддерживающим связь с миром предков. В непосредственной близости от Казаса начались проводиться взрывные работы, в связи с чем в посёлке стали происходить техногенные «землетрясения», а также резко повысился уровень загрязнения воздуха — после взрывов Казас накрывало облаком ядовитой жёлтой пыли. Также, чтобы попасть в свой населённый пункт, жители посёлка вынуждены были проходить досмотр на КПП.
Территория, на которой расположены угольные разрезы, является местом традиционного проживания коренного малочисленного народа России (шорцев). На этих территория допускается только традиционная хозяйственная деятельность, осуществляемая представителями коренного народа (охота, рыболовство, животноводство, собирательство, животноводство и др.). Однако администрация Кемеровской области не включила в перечень данных территорий, составленный в России в 2009 году, территории проживания шорцев. Расселение национальных посёлков и уничтожение земель коренных малочисленных народов способствует их ассимиляции.
В конце 2012 года угольная компания «Южная» стала требовать у жителей посёлка продать ей свои дома, чтобы проводить на территории Казаса разработку угольных месторождений. Дома вынуждали продать за сумму, гораздо более низкую, чем их реальная стоимость. 15 декабря казасцев привезли на сход, где обсуждались вопросы переселения 28 домов посёлка. На жителей посёлка было оказано давление, их торопили, заставляли проголосовать как можно скорее, в связи с чем 28 из 36 участников схода проголосовали за упразднение посёлка. Однако, прежде чем начинать сход по данному вопросу, необходимо было индивидуально обсудить с каждым жителем Программу переселения, которая на момент схода не была проработана. На момент проведения схода в Казасе было зарегистрировано 74 человека (в т. ч. 21 ребёнок), из которых право голоса имели 53. Официально сход был собран для выявления мнения о переселении, но не упразднения посёлка.
На ноябрь 2013 года 5 семей отказывались продавать свои земельные участки. Генеральный директор ОАО «УК Южная» Ильгиз Касимович Халимов 2 ноября 2013 года встречался в жителями Казаса, где угрожал им поджогом домов в случае отказа их продажи. С 26 ноября 2013 по 5 марта 2014 года все пять домов были сожжены, ещё один — снесён бульдозером.
Жители Казаса намерены добиться компенсации от угольной компании «Южная» и строительства нового посёлка не менее чем на 50 домов, а также восстановления Чувашинского национального сельсовета.

## Население
| 2010 |
| ---- |
| 29   |

На 2015 год в посёлке официально зарегистрированы 15 человек, однако по факту там уже никто не проживал. На территории населённого пункта располагался лишь один дом, непригодный для проживания вследствие пожара.
Национальный состав
По данным Всероссийской переписи населения 2002 года 81% населения посёлка составляли шорцы.